# Iris sancti-cyri
Iris sancti-cyri là một loài thực vật có hoa trong họ Diên vĩ. Loài này được J.Rousseau miêu tả khoa học đầu tiên năm 1950.